# Mercey-sur-Saône
Mercey-sur-Saône – miejscowość i gmina we Francji, w regionie Burgundia-Franche-Comté, w departamencie Górna Saona.
Według danych na rok 1990 gminę zamieszkiwało 110 osób, a gęstość zaludnienia wynosiła 14 osób/km² (wśród 1786 gmin Franche-Comté Mercey-sur-Saône plasuje się na 633. miejscu pod względem liczby ludności, natomiast pod względem powierzchni na miejscu 576.).